# Fernande d'Erlincourt
Pour les articles homonymes, voir Poiret.
Sidonie Poiret, connue sous le nom de scène de Fernande d'Erlincourt, née à Reims le 10 mai 1861 et morte le 27 janvier 1936 à Val-Suzon, est une artiste lyrique et comédienne française, surtout connue en tant que militante anarchiste puis en tant que philanthrope.
Elle a utilisé le nom de plume Comtesse Éliane.

## Biographie
Née le 10 mai 1861 au no 22 de la rue de Venise à Reims, Sidonie Gabrielle Poiret est la fille de Victoire Amanda Doutté (née vers 1831) et de Jean Antoine Gustave Poiret, employé, né en 1834 dans une famille de tisserands de Saint-Paul-aux-Bois.
Sidonie Poiret a dix ans quand son père est condamné pour avoir participé à la Commune. Tout d'abord élevée par sa grand-mère paternelle en Normandie, elle rejoint vers 1882 son père, qui vit au no 103 de la rue du Temple à Paris et qui gagne sa vie comme comptable à la miroiterie Baulard (Remlinger et Vinet successeurs), au no 4 rue des Archives.
Passionnée par le théâtre, Sidonie Poiret suit des cours de musique et de déclamation, puis adopte le nom de scène Fernande d'Erlincourt. Ce pseudonyme vient du nom de plume de son père. En effet, Gustave Poiret rédige des articles politiques sous le nom de Poiret-Derlincourt (du nom de jeune fille de sa mère) ou sous le pseudonyme de Sigus dans un journal d'extrême gauche fondé en 1881, La République sociale. Il en est l'administrateur, tandis que le jeune Michel Morphy en est le rédacteur en chef et que le vieux révolutionnaire Jules Raynaud (1807-1882), également communard, en est le gérant.
Au contact de ce milieu d'extrême gauche, Fernande d'Erlincourt s'engage en politique et participe à des réunions socialistes. En 1883, elle fréquente des anarchistes tels que Louise Michel, Émile Digeon et Olivier Souêtre, qui écrit pour elle un chant révolutionnaire, La Marianne de 1883, sur une musique de Léon Trafiers.

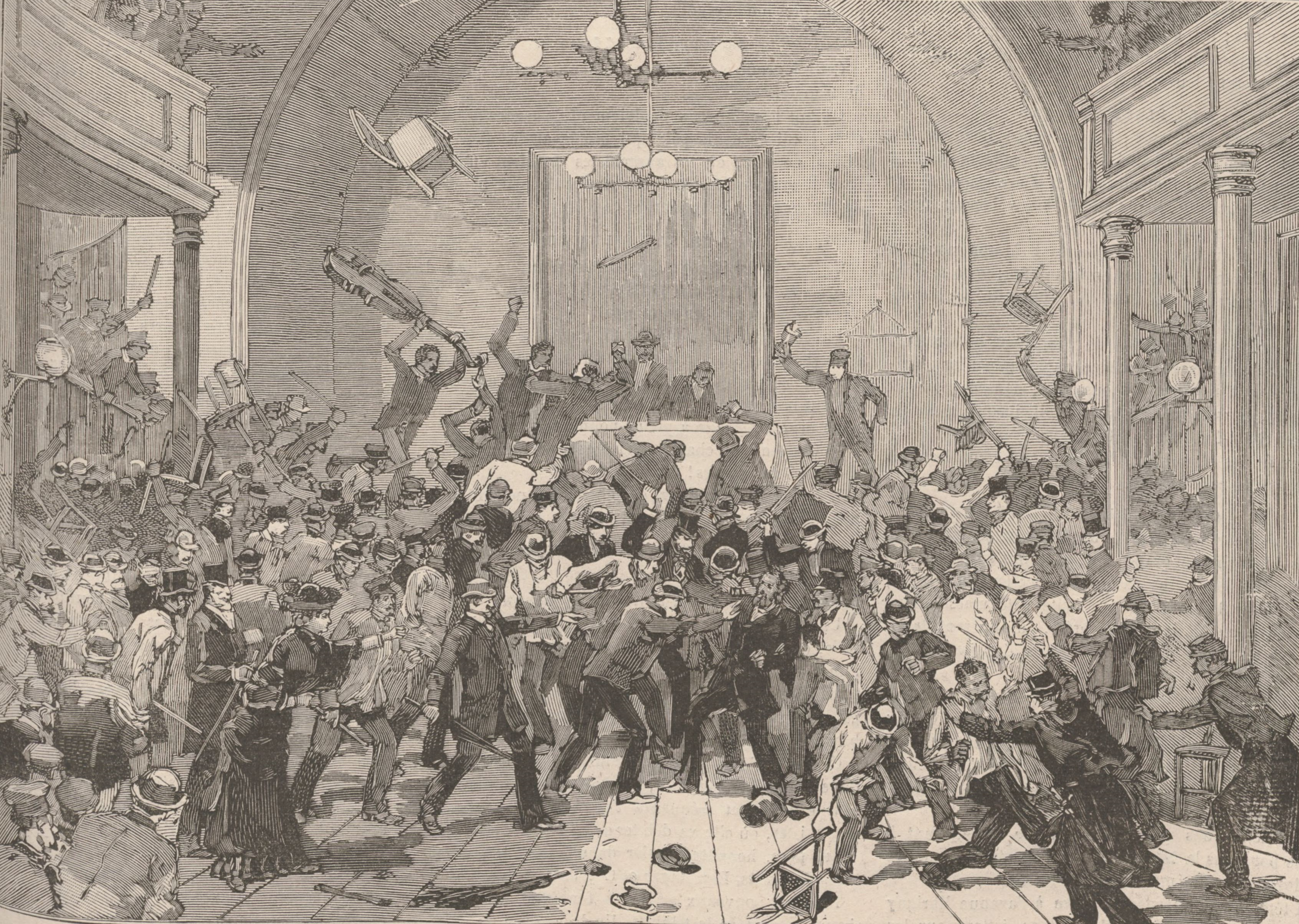
Fernande (à gauche) lors de la bagarre de la salle Rivoli.

Lors des manifestations anarchistes du 11 mars 1883, Fernande d'Erlincourt accompagne Digeon en tête d'un cortège qui tente de rejoindre l'hôtel de ville depuis la place de la Bastille. Dispersés par un peloton de gardes à cheval, les manifestants se rendent à la salle Rivoli, où a lieu un meeting de maçons et tailleurs de pierre présidé par le conseiller municipal Yves Guyot. Les ouvriers ayant refusé de suivre les anarchistes, une bagarre éclate. Guyot est pris à partie et violemment molesté par les intrus, sous les encouragements de Fernande, qui aurait réclamé qu'on mette la tête du conseiller municipal en haut d'une pique. Arrêtée et incarcérée pendant quinze jours à Saint-Lazare, Fernande d'Erlincourt est libérée après une ordonnance de non-lieu.

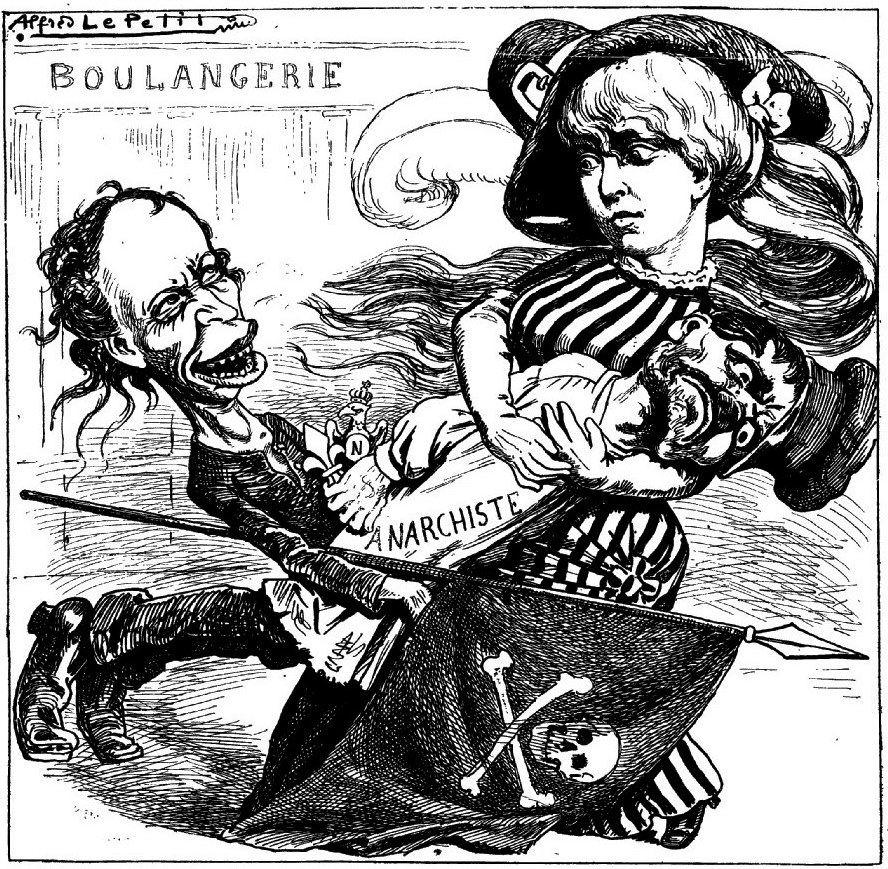
Louise Michel et Fernande (caricature d'Alfred Le Petit, 1883).

Remarquée pour sa grande beauté, souvent opposée à la laideur de Louise Michel, Fernande d'Erlincourt acquiert ainsi une certaine notoriété. Alphonse Karr la considère comme une imitatrice de Théroigne de Méricourt, tandis que Charles Laurent écrit avec sarcasme : « L'anarchie a son Infante : Louise Michel peut se reposer en paix ».
Grâce à cette célébrité momentanée, Fernande d'Erlincourt est embauchée au théâtre des Bouffes-du-Nord, alors dirigé par le communard Maxime Lisbonne. Sept ans plus tard, Lisbonne la fait jouer sur les planches du théâtre Beaumarchais. En 1894, sous le nom de plume Comtesse Éliane, elle écrit les paroles de La Fille de Tabarin, une scène tragi-comique composée par Émile André, qu'elle interprète en avril 1895 au Trianon-Concert.
Après être passée par le boulangisme (elle a notamment déclamé des strophes lors d'un grand banquet boulangiste en janvier 1890), Fernande d'Erlincourt délaisse la politique au profit d’œuvres philanthropiques.
En 1895, elle fonde « La Maison du soldat » (51, rue d'Hauteville), qui a pour but d'aider les anciens soldats sans ressources et, en cas de guerre, d'organiser un service d'ambulance. Accusée d'avoir détourné les fonds de l’œuvre, elle est poursuivie pour abus de confiance et escroquerie. Défendue par Émile de Saint-Auban, elle est condamnée à un mois de prison avec sursis et 2 000 francs d'amende le 24 janvier 1916. Le ministère public ayant fait appel, la peine de prison est élevée à six mois sans sursis au début du mois d'avril 1917.
En novembre 1919, à la requête du ministère de la Guerre, la justice ordonne son expulsion de l'ancien carmel de la rue Denfert-Rochereau, où elle avait installé l’œuvre du « Foyer du soldat ».
En 1921, Fernande d'Erlincourt est recensée au 59, route de Versailles à Châtillon, où elle réside avec son secrétaire particulier et deux jeunes femmes,.
Elle meurt en son domicile de Val-Suzon en Bourgogne le 27 janvier 1936, à l'âge de 74 ans.